# Acacías (ort)
Acacías är en ort i Colombia.   Den ligger i departementet Meta, i den centrala delen av landet, 80 km sydost om huvudstaden Bogotá. Acacías ligger 530 meter över havet och antalet invånare är 40 627.
Terrängen runt Acacías är varierad, och sluttar österut. Runt Acacías är det ganska tätbefolkat, med 56 invånare per kvadratkilometer. Acacías är det största samhället i trakten. Omgivningarna runt Acacías är huvudsakligen savann.